# Príapo

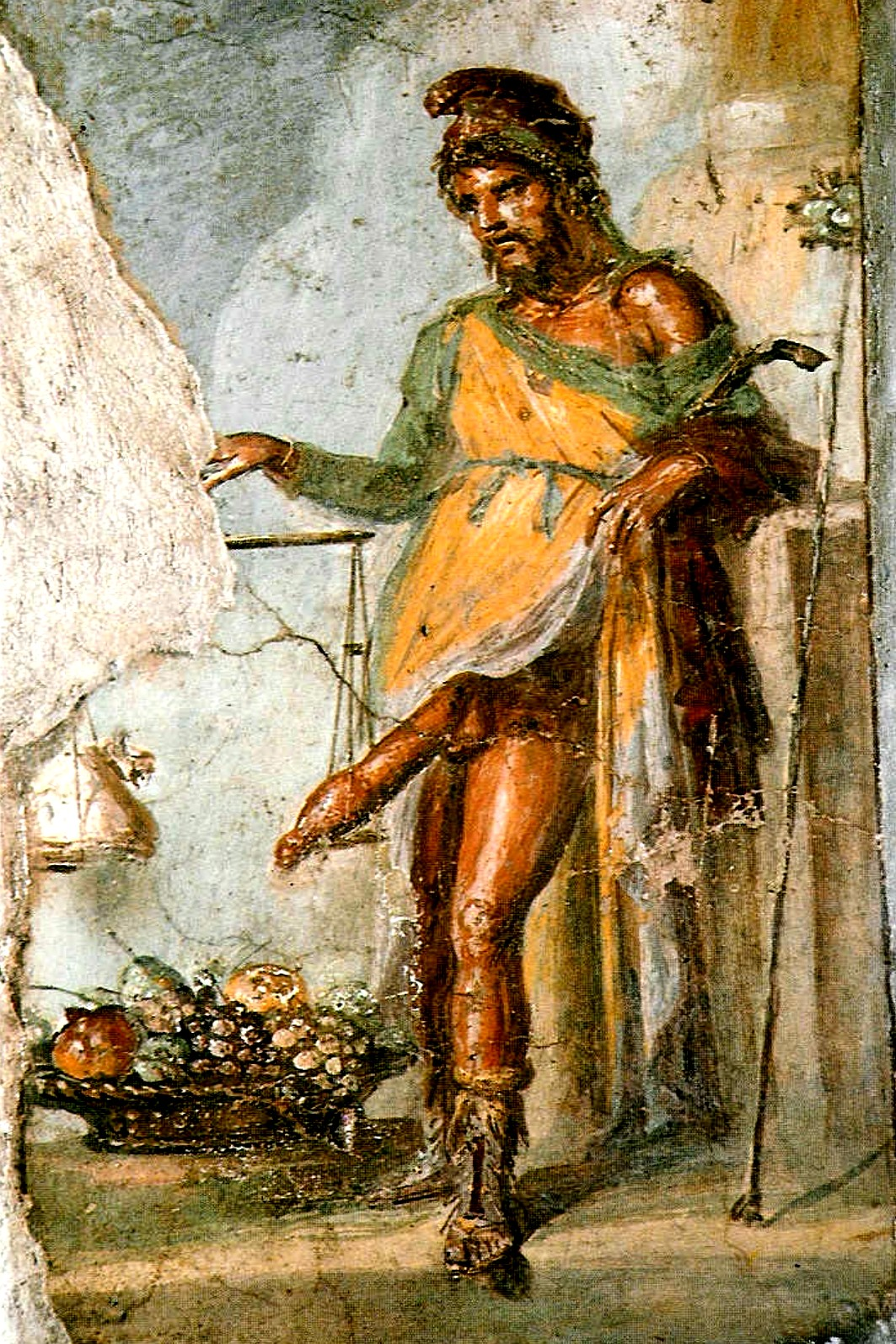
Fresco de Príapo pesando su miembro en una balanza contra la ganancia obtenida de los campos (casa de los Vettii, Pompeya).

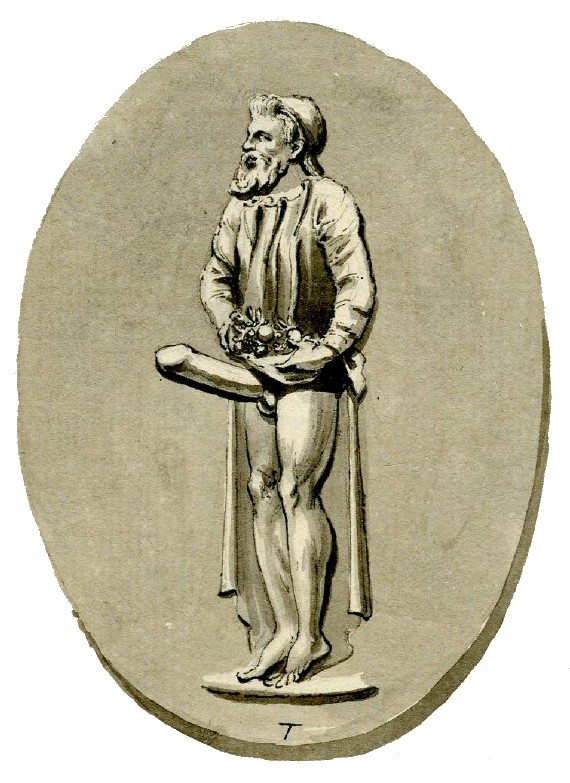
Grabado con imagen de Príapo

En la mitología clásica, Príapo (del griego antiguo: Πρίαπος, Príapos) era un dios local venerado especialmente en la ciudad asiática de Lámpsaco. Se le representaba en forma de un personaje itifálico cuya misión era guardar las viñas y los jardines, particularmente los vergeles, los huertos con variedad de flores y árboles frutales. Su atributo esencial tenía la virtud de desviar el «mal de ojo» y anular los maleficios de aquellos que trataban de perjudicar las cosechas. Como símbolo de la fecundidad, era un buen ejemplo del uso de la «magia simpática».
En las artes plásticas Príapo se caracteriza por su descomunal pene y permanente erección, que dio origen al término médico priapismo. Se convirtió en una figura popular en el arte erótico romano y en la literatura latina, y es el tema de la colección de versos, a menudo humorísticamente obscenos, llamada los Priapeos.

## Funciones y origen
Príapo se solía representar con un enorme falo en perpetua erección o en posición fálica, símbolo de la fuerza fecundadora de la naturaleza. Los romanos solían colocar en sus jardines estatuas de Príapo, normalmente con la forma de toscas hermas de madera de higuera, manchadas de bermellón (de aquí que el dios fuese llamado ruber o rubicundus), con un enorme falo erecto, llevando fruta en su ropa y una hoz o una cornucopia en la mano. Su función era la de garantizar una abundante cosecha. Príapo alejaba el mal de ojo y su estatua protegía las huertas de los ladrones. Como otras divinidades protectoras de las artes agrícolas, se le creía poseedor de poderes proféticos y a veces, se le menciona en plural.
Sin embargo, otros muestran cómo los poetas inventaron situaciones cómicas y obscenas para Príapo, otorgándole una prominencia literaria mayor de la que gozaba en los ritos y la religión, si bien las figuras fálicas enmascaradas destacaban en muchas ocasiones festivas, tanto en Grecia como en el mundo romano.
Según algunos mitógrafos, sus lugares originarios de culto eran las ciudades de Asia Menor situadas en el Helesponto, particularmente Lámpsaco. Por esto a veces era llamado «Helespóntico». Más tarde, su culto se difundiría por Grecia e Italia. Los poetas griegos más antiguos, como Homero o Hesíodo, no mencionan a Príapo, y Estrabón afirma que «fue declarado dios por gentes de época posterior, pero se parecía a los dioses atenienses Ortanes, Conisalo, Ticón y otros semejantes». Luciano cuenta en Sobre la danza que Príapo era considerado en Bitinia un dios guerrero, un tutor rústico del infante Ares.
Príapo tenía tantos rasgos en común con los otros dioses de la fertilidad que los órficos le identificaban con sus místicos Dioniso, Hermes, Helios y demás. En cierta manera su equivalente en la mitología romana, donde fue mucho más popular que en la griega, era Mutinus Mutunus, la personificación del poder fructífero de la naturaleza.

## Mitología

### Nacimiento

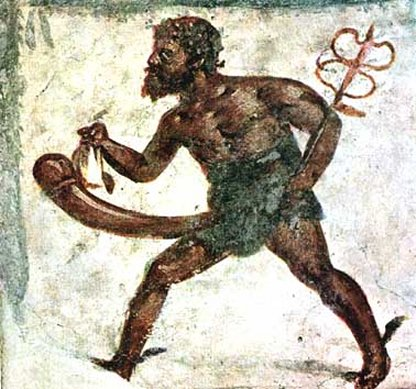
Priapo-Mercurio

No hay una tradición unánime para asignar a los progenitores de Príapo. A menudo es considerado hijo de Dioniso y Afrodita. Se dice que esta había cedido a los abrazos de Dioniso, pero durante la expedición de este a la India le fue infiel y vivió con Adonis. A la vuelta de Dioniso Afrodita volvió a su lado, pero pronto le abandonó de nuevo y marchó a Lámpsaco para dar a luz al hijo del dios. En Helicón (Beocia) el escritor y viajero Pausanias señalaba una estatua de Príapo que era «digna de verse»:
«Este dios es venerado donde pastan cabras y ovejas y hay enjambres de abejas. Pero los de Lámpsaco lo veneran más que a los demás dioses, y dicen que es hijo de Dioniso y de Afrodita».
Otros dicen que Príapo fue concebido de Zeus y Afrodita pero Hera, en un ataque de celos, puso sus manos con cierto engaño sobre el vientre de Afrodita y preparó un bebé informe, feo y demasiado carnoso para nacer. Su madre lo arrojó a una montaña; un pastor lo levantó.
Sin embargo, en otras fuentes Príapo era hijo de Dioniso y de una náyade o de Quíone y dio su nombre a la ciudad anatólica de Príapo, actual Karabiga, mientras otras también le describen como hijo de Adonis con Afrodita. Percote, epónima de Percote, se la baraja como una de las posibles madres de Príapo con Dioniso. También se dice hijo de Hermes, o bien el propio Príapo relata que todo el mundo va diciendo que nació «de padre orejudo», probablemente refiriéndose a Pan o a uno de los sátiros.

### Lotis
En los Fastos de Ovidio, Lotis —una náyade o ninfa— cayó dormida ebria en un banquete, y Príapo aprovechó esta oportunidad para intentar violarla. Con sigilo se le acercó, y justo cuando iba a abrazarla uno de los burros de Sileno (anfitrión del banquete) alertó al resto de invitados con «estridentes rebuznos». Lotis se despertó y rechazó a Príapo, ella trato de escapar de él, pero su auténtica salvación fue ser transformada en flor de loto. Para hacerle pagar por estropearle esta oportunidad, Príapo mató al burro. Esta anécdota servía para explicar por qué en la ciudad de Lámpsaco, donde Príapo era adorado entre la descendencia de Hermes, se sacrificaban burros como libación.

### Príapo y los asnos
Además de la anterior, otras leyendas explicaban el por qué de estos sacrificios. Según una de ellas, Vesta fue avisada por un burro cuando Príapo iba a violarla (y por esto mismo en la fiesta de Vesta se coronaba a los asnos con flores).  Otra leyenda cuenta que el origen está en una pelea que Príapo tuvo con un asno (al que Dioniso había concedido el don de la palabra) sobre el tamaño de sus respectivos miembros viriles. Príapo ganó y mató al asno, aunque luego sintió pena y lo subió a las estrellas.

## Arte
En las excavaciones de Pompeya se descubrió un famoso fresco de Príapo pintado en las paredes del vestíbulo de la casa de los Vettii. Se cree que la función de este fresco era contrarrestar al mal de ojo de los envidiosos de la riqueza de los Vettii, dos acaudalados comerciantes de la ciudad que gastaron grandes sumas en decorar su mansión.

## Epítetos y atributos
- Epítetos:

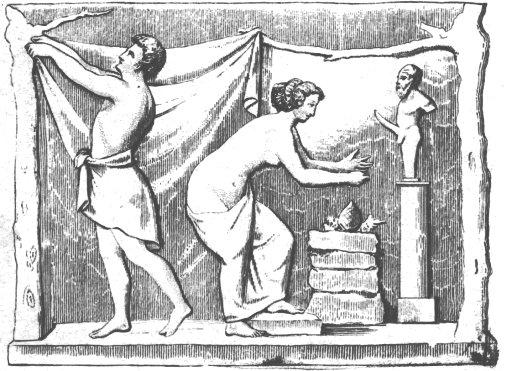
Invocación de Príapo. Grabado del de un supuesto bajorrelieve de Pompeya.

  - Ἀνδροσάθων Androsathōn, ‘con genitales masculinos’;
  - Itífalo (ἰθύφαλλος Ithifallos), ‘falo erecto’.
- Atributos: falo en erección.
- Santuarios: Lámpsaco, Cícico, monte Helicón.
- Sacrificios: carneros, asnos y peces.
- Ofrendas: leche, miel, pasteles.

## El nombre y sus derivados
- La ciudad turca de Karabiga era antiguamente Príapo, llamada así en honor de Príapo.
- Priapatios fue un rey del Imperio Parto.
- Se llama Priapeos (en latín, Priapea) a una colección de unos 80 elegantes aunque indecentes poemas latinos sobre Príapo.
- En medicina, se llama priapismo a una erección dolorosa y prolongada sin excitación sexual.
- La Iglesia de San Príapo es una religión fundada en 1980.
- Priapula es un filo de animales invertebrados pseudocelomados.
- Priapella es un género de peces de la familia de los pecílidos.
- Priapellini es la tribu a la que da nombre el género Priapella.
- Priapichthys es un género de peces de la familia de los pecílidos.